# Freycinetia banksii
Freycinetia banksii là một loài thực vật có hoa trong họ Dứa dại. Loài này được A.Cunn. miêu tả khoa học đầu tiên năm 1837.